# Большаков, Анатолий Иванович
Анато́лий Ива́нович Большако́в (9 августа 1930, Московская область — 1 июня 2023, Красногорск) — советский и приднестровский государственный деятель, Герой Социалистического Труда (1986).

## Биография
Родился в 1930 году. Образование высшее — окончил Тульский механический институт по специальности инженер-механик (1961).
Трудовую деятельность начал в 1947 году слесарем машиностроительной станции Крапивенского района Тульской области. В 1948—1954 годы окончил лесной техникум и Вольское военное авиационно-техническое училище. После демобилизации из рядов Вооружённых Сил в 1954 году работал мастером, старшим нормировщиком треста «Болоховуголь», затем мастером-машинистом газоуправления, а с 1959 по 1963 год — мастером, начальником цеха, главным механиком Щекинского производственного объединения деревообрабатывающих предприятий Приокского Совнархоза. 
В 1963—1965 годах — директор Тираспольского деревообрабатывающего комбината. 
С 1965 по 1996 год — директор завода литейных машин им. С. М. Кирова, генеральный директор Молдавского производственного объединения по выпуску литейных машин для точного литья «ТочЛитМаш».
Принимал активное участие в политической борьбе в Молдове в 1989 году.
Избирался депутатом городского Совета народных депутатов, Верховного Совета МССР.
Депутат Совета Национальностей Верховного Совета СССР 10-11 созыва (1979—1989) от Молдавской ССР. Сопредседатель Республиканского Совета Интердвижения Молдавии «Унитате-Единство».
Народный депутат Молдавской ССР (1990). Депутат Верховного Совета Приднестровской Молдавской Республики I созыва.
Член Президиума Верховного Совета Приднестровской Молдавской Республики в 1990—1995 годах.
С 2002 года жил в России в Подмосковье недалеко от своего места рождения.
В 2022 году стал почётным гражданином Тирасполя.
Скончался 1 июня 2023 года.

## Награды
- Герой Социалистического Труда.
- два ордена Ленина,
- два ордена Трудового Красного Знамени,
- юбилейная медаль «За доблестный труд. В ознаменование 100-летия со дня рождения В. И. Ленина».
- медаль «Ветеран труда»